# Tash Sultana

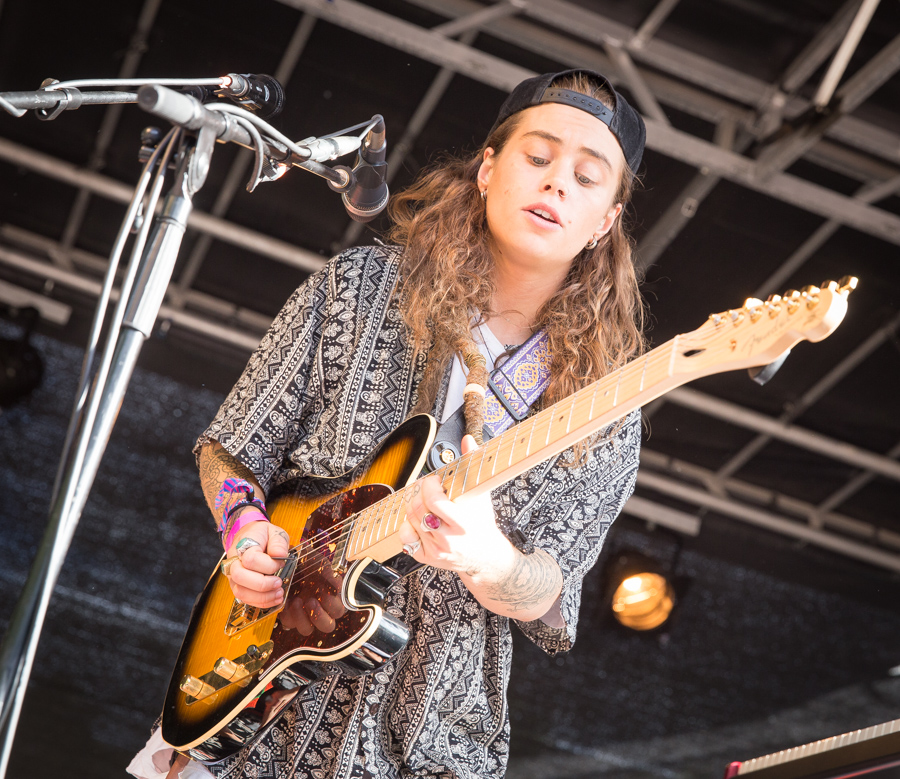
Tash Sultana (2017)

Tash Sultana (* 15. Juni 1995 in Melbourne, Victoria, Australien, bürgerlich: Taj Hendrix Sultana) ist australisch-maltesischer Nationalität und tätig in den Bereichen des Singer-Songwritings, des Multiinstrumentalischen, des Beatboxing und der Looping-Kunst. Größere Bekanntheit erlangte Sultana im April 2016, als das Video des eigenen Songs Jungle innerhalb weniger Tage mehr als eine Million Aufrufe erzielte. Positive Resonanz erhielten weitere als Live Bedroom Recordings im eigenen YouTube-Kanal veröffentlichte Jam-Session-Videos. Stand Januar 2025 erzielte die entsprechende Version von Jungle mehr als 170 Millionen Aufrufe.
Tash Sultanas Musikstil bildet eine Mischung aus Electronic Indie, Folk, Jazz, Reggae, Rock und Soul.

## Leben

### Kindheit und Jugend
Tash Sultana wuchs in Melbourne auf. Im Alter von drei Jahren bekam Sultana vom Großvater eine erste Gitarre geschenkt und begann eine Leidenschaft für Musik zu entwickeln.
Im Alter von 17 Jahren erlitt Sultana nach dem Konsum psilocybinhaltiger Pilze eine drogeninduzierte Psychose, gefolgt von neun Monaten Therapie. In dieser Zeit brachte Sultana sich auch das Loopen bei. Bereits während der Schulzeit sowie weiterhin nach dem Abschluss der High School begann Sultana, um sich nach Aufforderung seitens der Mutter ein eigenes Taschengeld zu verdienen, mit Straßenauftritten und professionalisierte dies nach und nach.

### Beginn der Musikkarriere
Durch Straßenauftritte sowie zuhause aufgenommene und in sozialen Medien veröffentlichte Livesessions und zahlreiche kleinere Auftritte in Clubs und Bars bildete sich seit 2013 eine immer größere Fanbase um Sultana. Im Juni 2016 wurde Sultana schließlich von Lemon Tree Music, einer Melbourner Managementagentur für aufstrebende lokale Musiker, unter Vertrag genommen. Die Agentur organisierte dann Sultanas erste Welttournee mit Konzerten in Australien, Neuseeland, Deutschland, Großbritannien und den Niederlanden.

### 2016/2017:Notion EP, Notion World Tour und Homecoming Tour

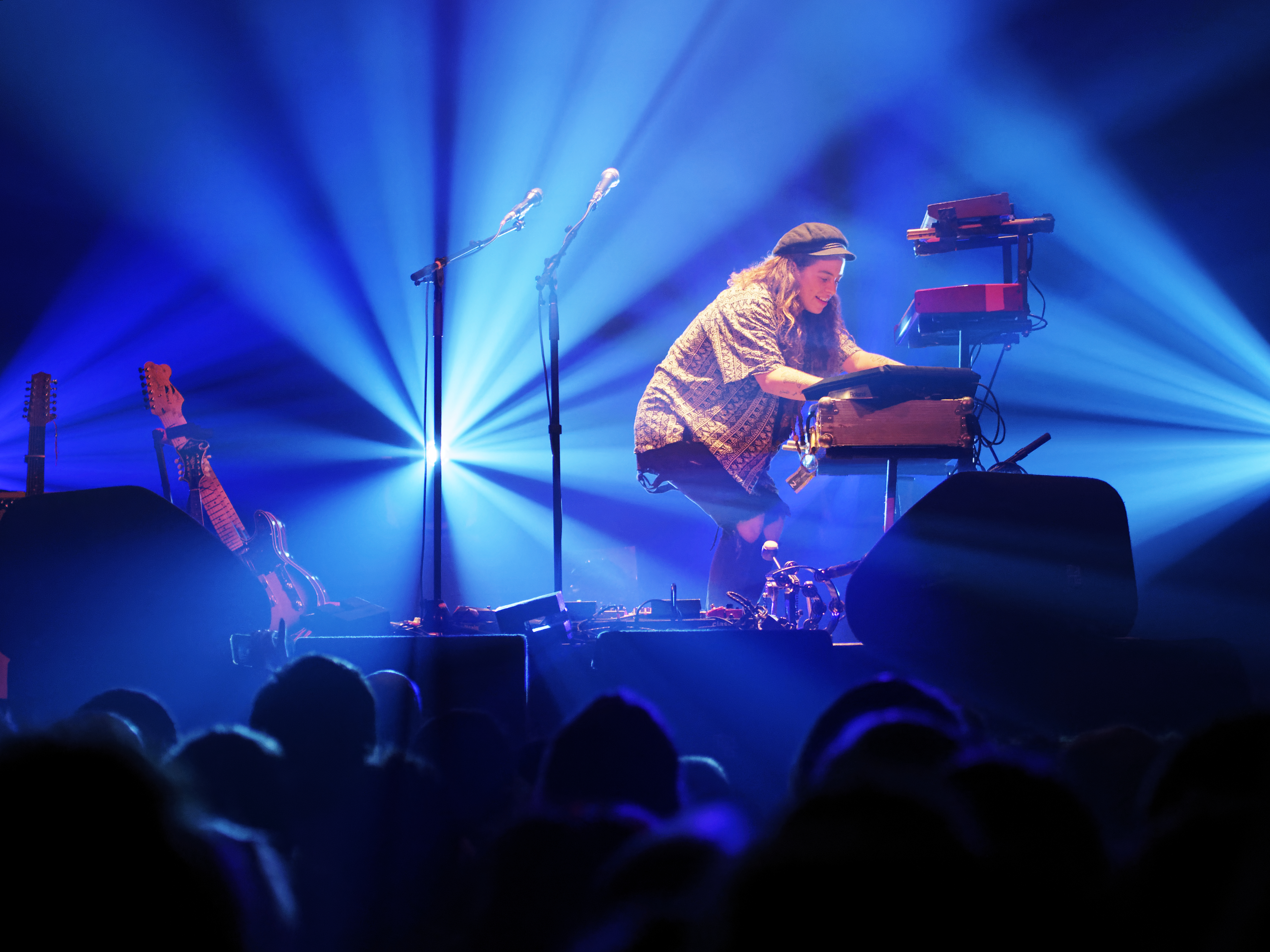
Tash Sultana bei einem Konzert im Melkweg in Amsterdam (Juli 2017)

Am 23. September 2016 gab Sultana über das eigene Plattenlabel Lonely Lands Records die erste EP mit dem Titel Notion heraus. Damit gewann Sultana im November 2016 den Preis 2016 Unearthed Artist J Award des australischen Radiosenders Triple J. Die Singles Jungle und Notion landeten beide in den Triple J Hottest 100, 2016. Anfang 2017 wurde die EP mithilfe des neuen zusätzlichen Partners (Plattenlabel Mom + Pop Music) als Multi-Format veröffentlicht.
Sultanas Lied Jungle wurde zudem 2017 in den Soundtrack der Fußballsimulation FIFA 18 aufgenommen.
Im Februar 2017 absolvierte Sultana eine ausverkaufte US-Tour. Am 21. April gab Sultana die Single Murder to the Mind heraus. Kurz darauf war Sultana wegen einer Kehlkopfentzündung gezwungen, zwei Konzerte der Festivalreihe Groovin The Moo 2017 abzusagen. In den darauffolgenden Monaten trat Sultana auf zahlreichen Festivals auf und absolvierte ausverkaufte Soloauftritte in Australien, Neuseeland und ganz Europa.
Im Juli 2017 gab Sultana bekannt, nach dem Ende der Welttournee im November und Dezember Stadien- und Arenenkonzerte in Australien als Homecoming Tour zu spielen.

### 2018/2019: Erstes StudioalbumFlow State
Sultanas Debütalbum Flow State wurde am 31. August 2018 veröffentlicht. Bereits im Vorfeld waren die Singles Salvation, Harvest Love und Free Mind veröffentlicht worden, die zusammen mit den im Jahr 2017 herausgegebenen Singles Murder to the Mind und Mystik Bestandteil des Albums sind. Ein Großteil der Songs, unter anderem Harvest Love, Big Smoke und Blackbird, war bereits seit 2015 auf Youtube aus der Live Bedroom Recording-Reihe als Jam-Versionen verfügbar und wurden mit Flow State von Tash neu interpretiert sowie erstmals in Studioqualität aufgenommen.
Im Februar 2019 spielte Sultana, nun unter dem Namen Tash Sultana, die bisher größten Konzerte im Rahmen der eigenen Flow State Tour innerhalb Australiens. Es folgten die zweite Flow State UK/Europe Tour im Sommer 2019, nachdem Sultana bereits im September 2018 innerhalb Europa getourt war, sowie die Flow State North America Tour im Herbst 2019.
Des Weiteren veröffentlichte Sultana am 4. April 2019 die Single Can't Buy Happiness sowie am 10. Juli die erste Kollaboration Talk It Out mit dem australischen Sänger Matt Corby. Tash Sultana wirkte zudem an der Single Daydreaming der deutschen Band Milky Chance mit, die als Outtake zu deren Album Mind the moon herauskam.

### 2020/2021:Terra Firma
Am 19. Februar 2021 gab Tash Sultana das zweite Studioalbum Terra Firma heraus. Das Album entstand größtenteils im eigenen Home-Studio während der COVID-19-Pandemie und stellt eine Interpretation des Anbruchs einer neuen Zeit dar, einerseits für Sultana persönlich-künstlerisch aber auch weltweit aufgrund der die bisherige Normalität in Frage stellenden Pandemie. Der Titel Terra Firma steht symbolisch für die Erdkruste, als Gründung des eigenen Seins und Verbindungspunkt zu den fünf Elementen, auf die Tash in der Struktur des Albums Bezug nimmt:

„Das Album ist unterteilt in die fünf Elemente und wir werden fünf Singles vorab veröffentlichen. Jede davon repräsentiert ein Element. Pretty Lady ist Wasser, Greed ist Erde, Beyond The Pine ist ‚Air‘ und die gestern erschienene Willow Tree ist Feuer. Die nächste, deren Name ich noch nicht verraten darf (Sweet And Dandy; A.d.R.), ist ‚Spirit‘.“

Der australische Singer-Songwriter Josh Cashman, mit dem Tash im Jahr 2015 schon den Song More than I should als Youtube-Video produziert hat, sowie der australische RnB-Künstler Jerome Farah, den Tash aus der Schulzeit kennt, wirkten kollaborativ bei zwei Songs des Albums mit. Das Intro-Musikstück Musk stammt wie bereits einzelne Songs des Albums Flow State aus der Live Bedroom Recording-Reihe und stellt den letzten bisher noch nicht in Studioqualität veröffentlichten Song der Reihe dar. Das Musikvideo der schon im April 2020 veröffentlichten Single Pretty Lady, die aufgrund eines Amateurvideos aus Tash' Busking-Zeiten als Variation bereits auf der Plattform Youtube Bekanntheit erlangt hatte, wurde aus den Tanzvideos zahlreicher Fans, die im Rahmen der von Tash via Social Media initiierten weltweiten Kampagne unter dem Hashtag #prettyladychallenge zur ersten globalen Hochzeit der COVID-19-Pandemie entstanden, erstellt.

## Musikstil und Rezeption
Tash Sultana spielt neben dem Paradeinstrument, der Gitarre, noch zehn weitere Instrumente, darunter Bass, verschiedene Flöten, Klavier, Mandoline, Mundharmonika, Saxophon, Trompete sowie einige Perkussionsinstrumente. Inspiration schöpft Sultana – eigenen Angaben nach – aus der Musik von Jimi Hendrix, Erykah Badu, Bob Marley, Led Zeppelin, alt-J und Phil Collins.
Als „One-Person-Band“ multitaskend mehrere Instrumente bedienend sowie dank außergewöhnlicher Bühnenpräsenz bleibt auch bei größeren Konzerten der Jamcharakter der Auftritte erhalten.

## Persönliches
Tash Sultana ist Botschafter der australischen Non-Profit-Organisation beyondblue. Ziel der Organisation ist das Herstellen von Sensibilität für psychische Erkrankungen wie Depressionen oder Angststörungen sowie die Unterstützung von Betroffenen.
Sultana lebt mit einer festen Partnerin in Melbourne. 2018 erklärt Sultana die eigene Geschlechtsidentität als nichtbinär.

## Diskografie
Studioalben
- 2018: Flow State
- 2021: Terra Firma

EPs
- 2013: Yin Yang
- 2016: Notion

Singles
- 2015: Higher
- 2015: Brainflower
- 2016: Gemini
- 2016: Notion (AU: Platin)
- 2016: Jungle (UK: Silber)
- 2017: Murder to the Mind (AU: Gold)
- 2017: Mystik (AU: Platin)
- 2018: Salvation
- 2018: Harvest Love
- 2018: Free Mind
- 2019: Can’t Buy Happiness
- 2019: Talk It Out (mit Matt Corby, AU: Gold)
- 2019: Daydreaming (mit Milky Chance)
- 2020: Pretty Lady (AU: Gold)
- 2020: Greed
- 2020: Through the Valley (The Last of Us Part II)
- 2020: Bayond the Pine
- 2020: Willow Tree (mit Jerome Farah)
- 2021: Sweet & Dandy

## Auszeichnungen für Musikverkäufe
| Goldene Schallplatte - Frankreich - 2023: für die Single Jungle - Neuseeland - 2019: für das Album Notion - 2019: für die Single Mystik 2× Platin-Schallplatte - Neuseeland - 2025: für die Single Notion | 3× Platin-Schallplatte - Neuseeland - 2023: für die Single Jungle |

Anmerkung: Auszeichnungen in Ländern aus den Charttabellen bzw. Chartboxen sind in ebendiesen zu finden.
| Land/RegionAuszeichnungen für Musikverkäufe (Land/Region, Auszeichnungen, Verkäufe, Quellen) | Silber  | Gold     | Platin     | Verkäufe | Quellen              |
| -------------------------------------------------------------------------------------------- | ------- | -------- | ---------- | -------- | -------------------- |
| Australien (ARIA)                                                                            | —       | 4× Gold4 | 4× Platin4 | 420.000  | aria.com.au          |
| Frankreich (SNEP)                                                                            | —       | Gold1    | —          | 100.000  | snepmusique.com      |
| Neuseeland (RMNZ)                                                                            | —       | 2× Gold2 | 5× Platin5 | 172.500  | radioscope.co.nz NZ2 |
| Vereinigtes Königreich (BPI)                                                                 | Silber1 | —        | —          | 200.000  | bpi.co.uk            |
| Insgesamt                                                                                    | Silber1 | 7× Gold7 | 9× Platin9 |          |                      |